# Un piano pour madame Cimino
Pour plus de détails, voir Fiche technique et Distribution.
Un piano pour madame Cimino (A Piano for Mrs. Cimino) est un téléfilm américain de George Schaefer diffusé en 1982. C'est une des premières œuvres filmées de fiction concernant la maladie d'Alzheimer.

## Synopsis
L’âge de la retraite est venu pour le professeur de musique Esther Cimino. Elle se rend bientôt compte que ses facultés mentales diminuent. Sensible et restant néanmoins clairvoyante, Esther est très éprouvée quand ses enfants demandent à ce qu’elle subisse un examen médical qui l’envoie illico en maison spécialisée. 
Mais Esther va trouver un appui en sa petite-fille Karen qui va l’aider à lutter contre la dégénérescence mentale en l'incitant notamment à continuer à jouer du piano… 

## Fiche technique
- Titre original : A Piano for Mrs. Cimino
- Titre français : Un piano pour Mme Cimino
- Réalisation : George Schaefer
- Scénario : John Gay d’après le roman de Robert Oliphant, A Piano for Mrs. Cimino
- Musique : James Horner
- Décors : Wayne McLaughlin, Kimberley Richardson
- Costumes :  Noel Taylor
- Coiffures : Salli Bailey, Peggy Shannon
- Maquillages : Phyllis Newman, Robert Norin
- Photographie : Edward R. Brown
- Son : James Troutman, Rob Young, T.A. Moore, Clancy T. Troutman
- Montage : Rita Roland, assistée de Joseph Guresky ; Tom Carlin (musique)
- Production : George Schaefer
  - Coproduction : Christopher Seitz
  - Production associée : Adrienne Luraschi
  - Production exécutive : Tony Converse, Roger Gimbel
- Sociétés de production : EMI Television, Roger Gimbel Productions
- Sociétés de distribution : CBS
- Pays d’origine :  États-Unis
- Langue : anglais
- Format : couleur — 35 mm — 1,33:1 — son monophonique
- Genre : drame
- Durée : 100 minutes
- Dates de diffusion :
  - États-Unis : 3 février 1982

## Distribution
- Bette Davis : Esther McDonald Cimino
- Penny Fuller : Mme Polanski
- Alexa Kenin : Karen Cimino
- George Hearn : Georges Cimino
- LeRoy Schulz : Harold Cimino
- Christopher Guest : Philip Ryan
- Graham Jarvis : Leach
- Paul Roebling (en) : Roger Desmond
- Richard Palmer : Derek
- Walter Marsh : le docteur Mitchell
- Fran Gebhard : Gloria Cimino
- Karen Austin : Alice Cimino
- Celeste Insell : l’infirmière

## Distinctions
- Emmy Awards 1982 : Meilleur monteur d'un feuilleton ou une série dramatique pour Rita Roland
- Monteurs du cinéma américain 1983 : Prix Eddie du meilleur montage d’une série dramatique télévisée pour Rita Roland

## Autour du film
- Ce téléfilm inspira au chanteur britannique Bill Pritchard sa chanson Nineteen sur l'album Three Months, Three Weeks and Two Days en 1989.